# Baia Kayak
La baia Kayak è una baia larga circa 3 km situata sul lato occidentale del passaggio Pampa e quindi sulla costa orientale dell'isola Brabant, una delle isole dell'arcipelago Palmer, al largo della costa nord-occidentale della Terra di Graham, in Antartide. In particolare la baia si estende tra punta Momino, a nord, e punta Bov, a sud, e al suo interno si gettano diversi ghiacciai provenienti soprattutto dai monti Stribog, come il Malpighi e il Mackenzie.

## Storia
Già avvistata e grossolanamente mappata durante la spedizione belga in Antartide effettuata fra il 1897 ed il 1899 al comando di Adrien de Gerlache, la baia Kayak è stata poi mappata più in dettaglio durante spedizioni di ricerca argentine svolte nel 1947-48 che la inclusero nel passaggio Pampa. Nel 1986 la baia è stata infine battezzata con il suo attuale nome dal Comitato britannico per i toponimi antartici in riferimento ai kayak utilizzati dai membri della British Joint Services Expedition, che nel 1985 attraversarono la baia nel corso  della circumnavigazione dell'isola Brabant.